# Râul Lărguța, Orășa
Râul Lărguța este un curs de apă, afluent al râului Orășa. 